# Dennison (Ohio)
Dennison es una villa ubicada en el condado de Tuscarawas en el estado estadounidense de Ohio. En el Censo de 2010 tenía una población de 2655 habitantes y una densidad poblacional de 759,9 personas por km².

## Geografía
Dennison se encuentra ubicada en las coordenadas 40°23′50″N 81°19′39″O / 40.39722, -81.32750. Según la Oficina del Censo de los Estados Unidos, Dennison tiene una superficie total de 3.49 km², de la cual 3.49 km² corresponden a tierra firme y (0%) 0 km² es agua.

## Demografía
Según el censo de 2010, había 2655 personas residiendo en Dennison. La densidad de población era de 759,9 hab./km². De los 2655 habitantes, Dennison estaba compuesto por el 96.8% blancos, el 1.02% eran afroamericanos, el 0.41% eran amerindios, el 0.23% eran asiáticos, el 0% eran isleños del Pacífico, el 0.19% eran de otras razas y el 1.36% pertenecían a dos o más razas. Del total de la población el 0.98% eran hispanos o latinos de cualquier raza.